# Cornell-módszer
A Cornell-módszer előadásokon leadott tananyag jegyzetelési és tanulási módszere, mely megkönnyíti az ismeretek rendszerezését, elsajátítását és felidézését. Egyetemi, főiskolai tanulmányok során, valamint felnőttképzésben eredményesen használható. Nyomtatott szövegek elsajátításhoz a PQ4R módszer ajánlott. A Cornell Egyetemen Walter Pauk professzor fejlesztette ki az 1950-es években. A 2000-es években drámaian megnőtt a népszerűsége.

## Előkészületek az előadás előtt
- A jegyzetelésre szánt lapot 3 részre osztjuk fel, és a megfelelő tartalom kerül az egyes mezőkbe.

Nagyalakú füzetlapot vagy jegyzettömböt célszerű használni. Minden egyes lap bal oldalán húzzunk 6 cm-es margót. Ez lesz a felidézés oszlop.
A jobb oldali részre jegyzetelünk az előadáson, ez a jegyzet oszlop. 
Alul a lap teljes szélességében húzzunk egy 4 cm-es margót, ide a lap összegzése, és esetleg az előadónak feltenni kívánt kérdéseink kerülnek.
- Tájékozódjunk az előadás témájáról, fő- és altémáiről a kurzus vagy tantárgy tematikájából (tantervéből, tanmenetéből) ha lehetséges.

## Jegyzetelés, feldolgozás és tanulás
Az 5R módszer segítségével történik: 

### Record - Jegyzetelés
A lehető legtöbb tényt és gondolatot jegyezzük le az előadás során olvasható és áttekinthető formában a jegyzet oszlopba. 

#### Tanácsok a jegyzeteléshez
1. Használjunk lapszámozást és keltezést minden oldalon!
2. Már ekkor elkezdhetjük a lényeg kiemelését eltérő színnel, esetleg keretezéssel, aláhúzással,  melyre az előadó többféle módon is felhívhatja  figyelmünket:
  - Táblára írja.
  - Szóban: 
    - Gesztusaival, arckifejezéseivel, hangerejével vagy hangsúlyával emeli ki ezeket.
    - Több időt szentel nekik, illetve  példákkal világítja meg.
    - Beszédfordulatokkal hívja fel rájuk a figyelmet, például következtetést von le, indokol.

  - Áttekintés ad az óra elején, és összegzést a végén.
3. Az egyes témák között hagyjunk ki néhány sort!
4. A beszédfordulatokat és egyéb „körítést” ne jegyezzük le!
5. Röviden és tömören jegyzeteljünk, mindig tudjunk választani a címszavas és egész mondatos leírás között!
6. Következetesen használjuk a jeleket és rövidítéseket!
7. Úgy használjuk saját szavainkat, hogy a jelentés ne változzon meg!
8. A képleteket, definíciókat, tényeket, adatokat pontosan jegyezzük le!
9. Használjunk vázlatos elrendezést, felsorolást, számozást!
10. Készítsünk ábrákat, diagramokat!
11. Hagyjunk ki elegendő helyet a későbbi kiegészítésekhez, írjunk „szellősen”!
12. Ha valamiről lemaradtunk, írjunk róla címszavakat, és hagyjunk ki üres helyet a későbbi pótlásra!
13. Hagyjuk el a leírások és teljes magyarázatok jegyzetelését!

### Reduce - Szűkítés
Előadás után amilyen hamar csak lehetséges, tömören összegezzük jegyzetünket a felidézés oszlopba. Ezek a kivonat mozgósítja memóriánkat a tanulás során, előhívja a hozzá tartozó ismereteket. A jegyzet tényeiből és gondolataiból a következő típusú rövid elemek kerülhetnek ide:
1. Az egyes részekre vonatkozó kérdések.
2. A jegyzetben tárgyalt címszavak és fogalmak.
3. Megállapítások, alcímek.

### Recite - Felmondás
Takarjuk le a jegyzet oszlopot, és a felidézés oszlop alapján saját szavainkkal próbáljuk teljes mértékben felidézni az előadás anyagát. Utána ellenőrizzük.

### Reflect - Tükrözés
Alakítsunk ki "szakvéleményünket" saját tapasztalatainkból, megfigyeléseinkből és a jegyzetből a következő módon: 
- Vizsgáljuk meg hogyan kapcsolódnak a tanultak eddigi ismereteinkhez és más tantárgyakhoz!
- Mely gondolatokkal értünk egyet, és melyekkel nem?
- Mely gondolatok tiszták és melyek zavarosak vagy nehezen érthetőek?
- Milyen új kérdéseket vet fel bennünk az előadás?
- Alkalmazhatók-e, és milyen területen az ismeretek?

### Review - Áttekintés
A lap összegzése mezőbe készítsünk egy-két mondatos összegzést a lapon található témákból. Az egész előadásról is írhatunk összegzést annak utolsó lapjára. Ezzel biztosíthatjuk a gyors áttekintés és ismétlés lehetőségét. 
Szánjunk naponta néhány percet jegyzetünk áttekintésére, ezzel segítve a tanultak emlékezetben tartását.

## Szoftver
- Notalon